# Jaime Castro Contreras
Jaime Raúl Castro Contreras (1943 –Lima, 3 de agosto del 2024) fue un sociólogo, catedrático, ex-viceministro de Defensa y geopolítico peruano.

## Biografía
Jaime Castro Contreras fue sociólogo egresado de la Universidad Nacional Mayor de San Marcos y del Curso de Defensa Continental del Colegio Interamericano de Defensa (1984-1985). Secretario General de la Contraloría General de la República (1989-1990), director general  de Política y Estrategia (2004) en el Ministerio de Defensa del Perú, Viceministro  de Defensa (2005), Subdirector de la Dirección Nacional de Inteligencia (DINI-2007-2009). Egresado del Centro de Estudios Hemisféricos de Defensa.
Catedrático del CAEM desde 1971; asesor en el Curso de Alto Mando de la Fuerza Aérea del Perú; catedrático en el Curso de Alto Mando del Ejército; catedrático en la Escuela de Inteligencia Conjunta de las Fuerzas Armadas (2011). Especializado en asuntos de Seguridad, Defensa Nacional, Seguridad Hemisférica, geopolítica y relaciones civil-militares.
En septiembre de 2006 fue nombrado Director de Inteligencia Estratégica en la Dirección Nacional de Inteligencia. Desde septiembre del 2007 al 20 de marzo de 2009, fue nombrado por el gobierno como Sub Director de la Dirección Nacional de Inteligencia.
En el 2004 fue nombrado como director general de Política y Estrategia del Ministerio de Defensa, y en el 2005 designado Viceministro de Asuntos Administrativos y Económicos del Ministerio de Defensa del Perú. Participó en la Segunda Reunión de Viceministros de Defensa y Relaciones Exteriores sobre la situación en Haití realizada en Santiago de Chile, Agosto del 2005.
Invitado por el Comando Sur de los Estados Unidos al Seminario sobre Relaciones Civil-Militares, realizado en Buenos Aires en abril del 1995. Asesor en el Ministerio de Defensa (1996-2000), Consultor de Naciones Unidas y Asesor del Consejo Nacional de Inteligencia en su periodo de reconstrucción y coordinador del gabinete de analistas de la Dirección de Nacional de Inteligencia Estratégica (2001-2002). Invitado por el gobierno de Guatemala los días 7 y 8 de julio del 2009 para contribuir en la definición de las políticas públicas de seguridad.
Catedrático en la Universidad Nacional Federico Villarreal. Catedrático-Investigador en el Instituto de Gobierno de la Universidad de San Martín de Porres (2010-2013), profesor en la Facultad de Ciencias Administrativas y Recursos Humanos, desde el 2010 y coordinador del Observatorio de la Empleabilidad de la Facultad de Ciencias Administrativas y Recursos Humanos de la misma universidad, desde 2014.
En octubre del 2012 asistió como Observador por la Universidad de San Martín de Porres a la X Conferencia de Ministros de Defensa de las Américas, realizado en Punta del Este, Uruguay. Fue director de la revista Vivir bien. Falleció el 3 de agosto del 2024 en la ciudad de Lima, donde residía.  

## Visión geopolítica
Jaime Castro Contreras se adelantó sosteniendo que durante la formación educativa en el Perú, se ha enseñado que el Perú limita por el oeste con el Océano Pacífico, él manifestaba que eso no es cierto. Afirmaba que este océano era la continuación de nuestro dominio y que llegaba hasta el Asia Pacífico donde se encuentra el mayor mercado del mundo albergando a 3500 millones de personas. Una verdadera fortaleza nuestra, no utilizada.

## Título y Grados Académicos
- Doctor en Educación (Universidad Nacional Federico Villarreal).

- Magister en Ciencia Política (Universidad Nacional Federico Villarreal).

- Licenciado en Sociología (Universidad Nacional Mayor de San Marcos).

- Bachiller en Sociología (Universidad Nacional Mayor de San Marcos).

## Publicaciones
- La Universidad Peruana de hoy (1969). Paraguay.
- Política y huelga bancaria (1973). Editorial de la Universidad Nacional Federico Villarreal.
- Sociología para analizar la sociedad (1986). Editorial San Marcos (Nueve ediciones).
- Violencia Política y Subversión en el Perú (1992). Editorial San Marcos.
- Encuentros y Desencuentros en las Relaciones Civil-Militares y las posibilidades de la Democracia en el Perú (1993). Editorial San Marcos.
- Geopolítica: una visión del Perú y sus posibilidades (1994). Ediciones JRCC Estudios y Proyectos Sociales (Cuatro ediciones).
- La Defensa Nacional al alcance de todos los Peruanos (1992). (Dos ediciones).
- El Servicio Militar Obligatorio y la Defensa Nacional (1999). Ediciones JRCC Estudios y Proyectos Sociales.
- Estudio Epidemiológico del uso indebido de sustancias psicoactivas y sus condicionantes en la población escolar y docente de educación primaria y formación magisterial (1999). Ministerio de Educación-PNUD.
- Geopolítica y Seguridad: Bases para una Política de Defensa Nacional y Seguridad Hemisférica (2002). Ediciones JRCC Estudios y Proyectos Sociales.
- La Reforma del Sector Defensa y las Relaciones Civil-militares (2005). Comisión Andina de Juristas. Varios autores.
- Control Político del Sistema Interamericano de Seguridad (2005). Ediciones JRCC Estudios y Proyectos Sociales.
- Aportes para una Nueva Visión de la Seguridad y Defensa Nacional (2006). Ediciones Culturales e Impresiones Lecting S.A.C.
- Fin del Poder Arbitral de las Fuerzas Armadas y Establecimiento de Controles Democráticos (2010). Ediciones Culturales e Impresiones Lecting S.A.C.
- El Carácter Multidimensional de la Seguridad (2011). Instituto de Gobierno de la Universidad San Martín de Porres. Ediciones Culturales e Impresiones Lecting S.A.C.
- La Universidad en la Descentralización, Seguridad y Defensa Nacional desde una perspectiva Geopolítica y Multidimensional (2013). Instituto de Gobierno de la Universidad San Martín de Porres. Ediciones Culturales e Impresiones Lecting S.A.C.
- Geopolítica aplicada al Perú y los negocios internacionales (2020). Fondo Editorial - USMP.
- Geopolítica de la República 200 Años después (2021).